# 第二次世界大戦の会談・会議
第二次世界大戦の会談・会議（だいにじせかいたいせんのかいだん・かいぎ）では、第二次世界大戦中に行われた主要な会議や会談を記述する。

## 枢軸国側の会議
| 名前 （コードネーム） | 場所       | 日時                | 主要な出席者                   | 主な討議内容と結果   |
| --------------------- | ---------- | ------------------- | ------------------------------ | -------------------- |
| 大東亜会議            | 東京、日本 | 1943年11月5日 - 6日 | 東條英機、汪兆銘、モウ、ボース | 大東亜共同宣言の採択 |

## 連合国側の会議
連合国側はこの他にも欧州諮問委員会等の連絡会議をしばしば行っていた。
| 名前 （コードネーム）             | 場所                                         | 日時                           | 主要な出席者 | 主な討議内容と結果 |
| --------------------------------- | -------------------------------------------- | ------------------------------ | --- | --- |
| 米英参謀会談 (ABC-1)              | ワシントンD.C.、アメリカ合衆国               | 1941年1月29日 - 3月27日        | アメリカ軍・イギリス軍・カナダ軍の参謀                                                                                           | アメリカが戦争に参加することに対する基本同意と計画策定 |
| 大西洋会談 (RIVIERA)              | アルゲンティア、ニューファンドランド、カナダ | 1941年8月9日 - 12日            | チャーチル、ルーズベルト | 大西洋憲章の策定 |
| 第1回モスクワ会談                 | モスクワ、ソビエト連邦                       | 1941年9月29日 - 10月1日        | スターリン、ハリマン、ビーバーブルック                                                                                           | 連合国がソ連援助を決定 |
| 第1回ワシントン会談 (ARCADIA)     | ワシントンD.C.、アメリカ合衆国               | 1941年12月22日 - 1942年1月14日 | チャーチル、ルーズベルト | ヨーロッパ優先の原則、連合国共同宣言 |
| 第2回ワシントン会談               | ワシントンD.C.、アメリカ合衆国               | 1942年6月19日 - 25日           | チャーチル、ルーズベルト | イギリス海峡を越えての侵攻前に北アフリカ戦線において、第二戦線を作ることを優先することへの合意                                                                         |
| 第2回モスクワ会談                 | モスクワ、ソビエト連邦                       | 1942年8月12日 - 17日           | チャーチル、スターリン、ハリマン                                                                                                 | イギリス海峡を越えての侵攻と北アフリカ戦線を開始することの理由の議論                                                                                                   |
| シャーシャル会談                  | シャーシャル、アルジェリア                   | 1942年10月21日 - 22日          | アメリカのクラーク大将、ヴィシー・フランスのマストを含む士官                                                                     | トーチ作戦前の秘密会議、ヴィシーフランスの指揮官・ダルラン大将がモロッコとアルジェリアへの連合国の上陸に抵抗しないことに同意                                           |
| カサブランカ会談 （SYMBOL）       | カサブランカ、モロッコ                       | 1943年1月14日 - 24日           | チャーチル、ルーズベルト、ド・ゴール、ジロー                                                                                     | イタリア侵攻作戦と1944年のイギリス海峡を渡っての侵攻計画の策定、枢軸国に対する無条件降伏要求の宣言、フランスの戦闘組織（自由フランス軍と北アフリカ旧ヴィシー軍）の統一 |
| 第3回ワシントン会談 (TRIDENT)     | ワシントンD.C.、アメリカ合衆国               | 1943年5月12日 - 27日           | チャーチル、ルーズベルト | イタリア戦線の計画、ドイツへの航空攻撃の増加、太平洋戦線への兵力増強                                                                                                   |
| ケベック会談 (QUADRANT)           | ケベック、カナダ                             | 1943年8月17日 - 24日           | チャーチル、ルーズベルト、キング                                                                                                 | D-デイを1944年に設定、東南アジアの指揮系統の再編成、核エネルギーの情報の共有の制限を行ったケベック秘密協定の締結                                                       |
| 第3回モスクワ会談                 | モスクワ、ソビエト連邦                       | 1943年10月18日 - 11月1日       | ハル、イーデン、モロトフ | モスクワ宣言 |
| カイロ会談 （SEXTANT）            | カイロ、エジプト                             | 1943年11月23日 - 26日          | チャーチル、ルーズベルト、蔣介石                                                                                                 | アジアの戦後に関するカイロ宣言 |
| テヘラン会談 (EUREKA)             | テヘラン、イラン                             | 1943年11月28日 - 12月1日       | チャーチル、ルーズベルト、スターリン                                                                                             | 三巨頭（ビッグ・スリー）による最初の会議。ドイツとその同盟国との戦争の最終的な戦略、オーバーロード作戦の日程の設定                                                     |
| 第2回カイロ会談 (SEXTANT)         | カイロ、エジプト                             | 1943年12月4日 - 6日            | チャーチル、ルーズベルト、イノニュ                                                                                               | 連合国のトルコの飛行場の利用の同意、日本支配下のビルマへの侵攻（アナキム作戦）の延期                                                                                   |
| ブラザヴィル会議                  | ブラザヴィル、フランス領赤道アフリカ         | 1944年1月30日 - 2月8日         | ド・ゴール、エブエらフランス植民地首脳                                                                                           | ヴィシー政権に対する抵抗と、戦後フランス植民地に対するフランス連合内での自治権付与                                                                                     |
| イギリス連邦首相会議              | ロンドン、イギリス                           | 1944年5月1日 - 16日            | チャーチル、カーティン（オーストラリア）、フレイザー（ニュージーランド）、マッケンジー・キング（カナダ）、スマッツ（南アフリカ） | イギリス連邦のリーダーがモスクワ宣言を支持し、連合国の戦争遂行においてそれぞれが努力を行っていくという同意                                                             |
| ブレトン・ウッズ会議              | ブレトン・ウッズ、アメリカ合衆国             | 1944年7月1日 - 15日            | 44カ国が参加 | 国際通貨基金と国際復興開発銀行の創設（ブレトン・ウッズ協定） |
| ダンバートン・オークス会議        | ワシントンD.C.、アメリカ合衆国               | 1944年8月21日 - 29日           | 39カ国の代表、ステティニアス、カドガン、グロムイコ                                                                               | 国際連合設立の同意 |
| 第2回ケベック会談 (OCTAGON)       | ケベック、カナダ                             | 1944年9月12日 - 16日           | チャーチル、ルーズベルト | 戦後のドイツの占領計画モーゲンソー・プランの協議、その他の戦争計画 |
| 第4回モスクワ会談 (TOLSTOY)       | モスクワ、ソビエト連邦                       | 1944年10月9日                  | チャーチル、スターリン、モロトフ、イーデン                                                                                       | 東ヨーロッパ、バルカンの戦後の勢力範囲を定めたパーセンテージ協定の締結                                                                                                 |
| マルタ会談 (ARGONAUT & CRICKET)   | マルタ                                       | 1945年1月30日 - 2月2日         | チャーチル、ルーズベルト | ヤルタ会談に向けての準備 |
| ヤルタ会談 （ARGONAUT & MAGNETO） | ヤルタ、ソビエト連邦                         | 1945年2月4日 - 11日            | チャーチル、ルーズベルト、スターリン                                                                                             | ドイツ降伏までの最終計画、ヨーロッパの戦後計画、国際連合会議の日程の設定、日本へのロシア参戦の状況確認                                                                 |
| 国際機関に関する連合国会議        | サンフランシスコ、アメリカ合衆国             | 1945年4月25日 - 6月26日        | 50カ国の参加 | 国際連合憲章 |
| ポツダム会談 (TERMINAL)           | ポツダム、ドイツ                             | 1945年7月17日 - 8月2日         | チャーチル、スターリン、トルーマン、アトリー                                                                                     | 全日本軍の無条件降伏を定めたポツダム宣言、ドイツの処理に関するポツダム協定の制定                                                                                       |
| ロンドン会議                      | ロンドン、イギリス                           | 1945年6月26日 - 8月8日         | ジャクソン、イオナ・ニキチェンコ、ファルコ                                                                                       | ニュルンベルク裁判開始の決定、裁判の規定国際軍事裁判所憲章の制定 |

合計で、チャーチルは14回の会談に、ルーズベルトは12回、スターリンは5回の会談に出席した。

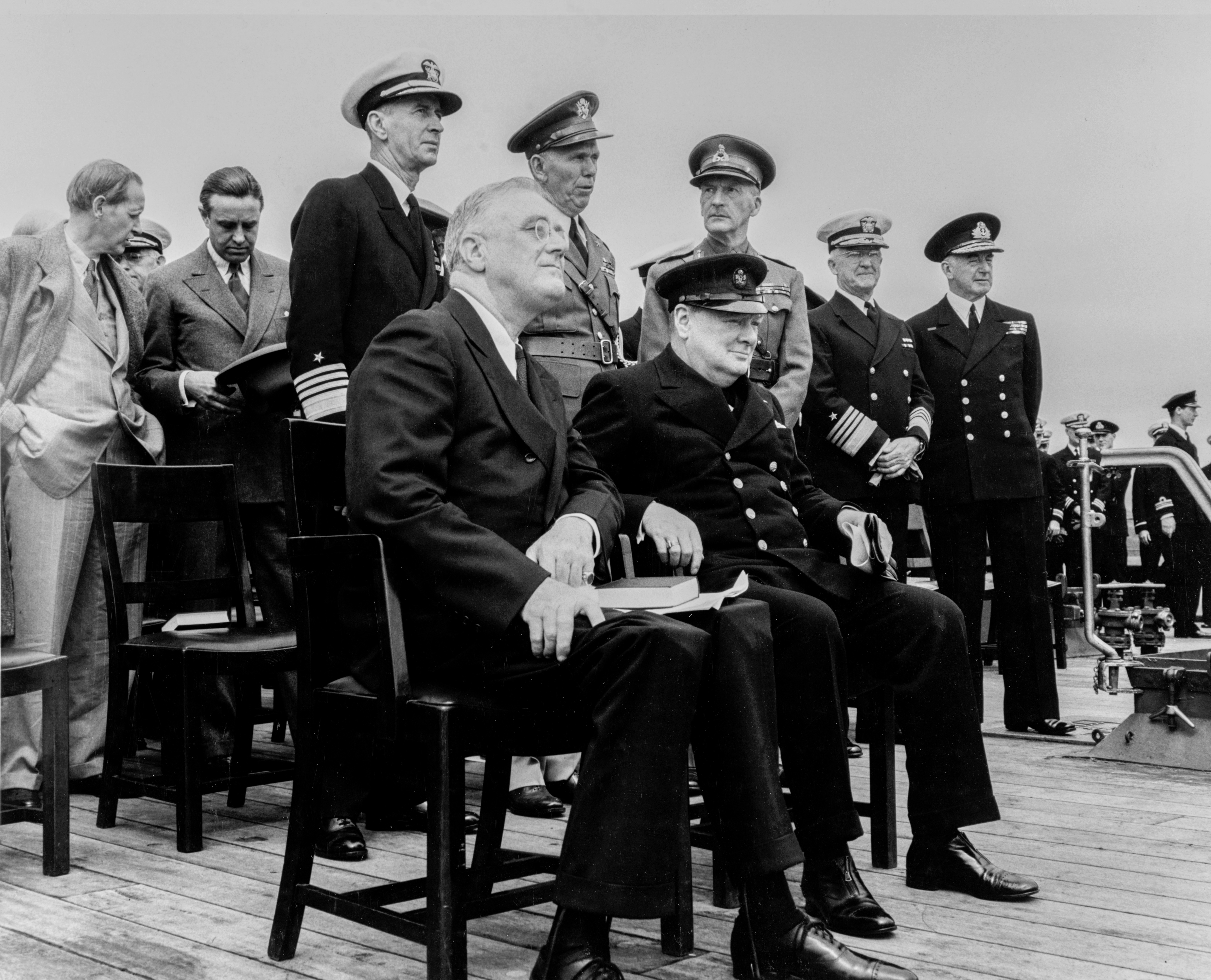
大西洋会議、アルゲンティア基地、ニューファンドランド島、1941年
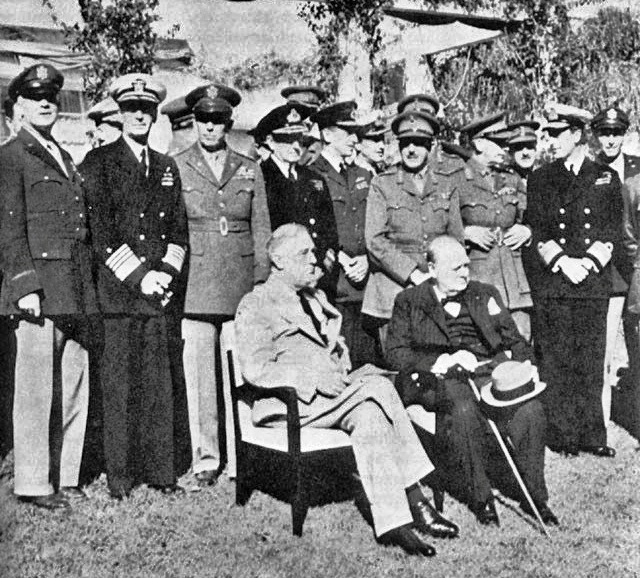
カサブランカ会談、カサブランカ、モロッコ、1943年
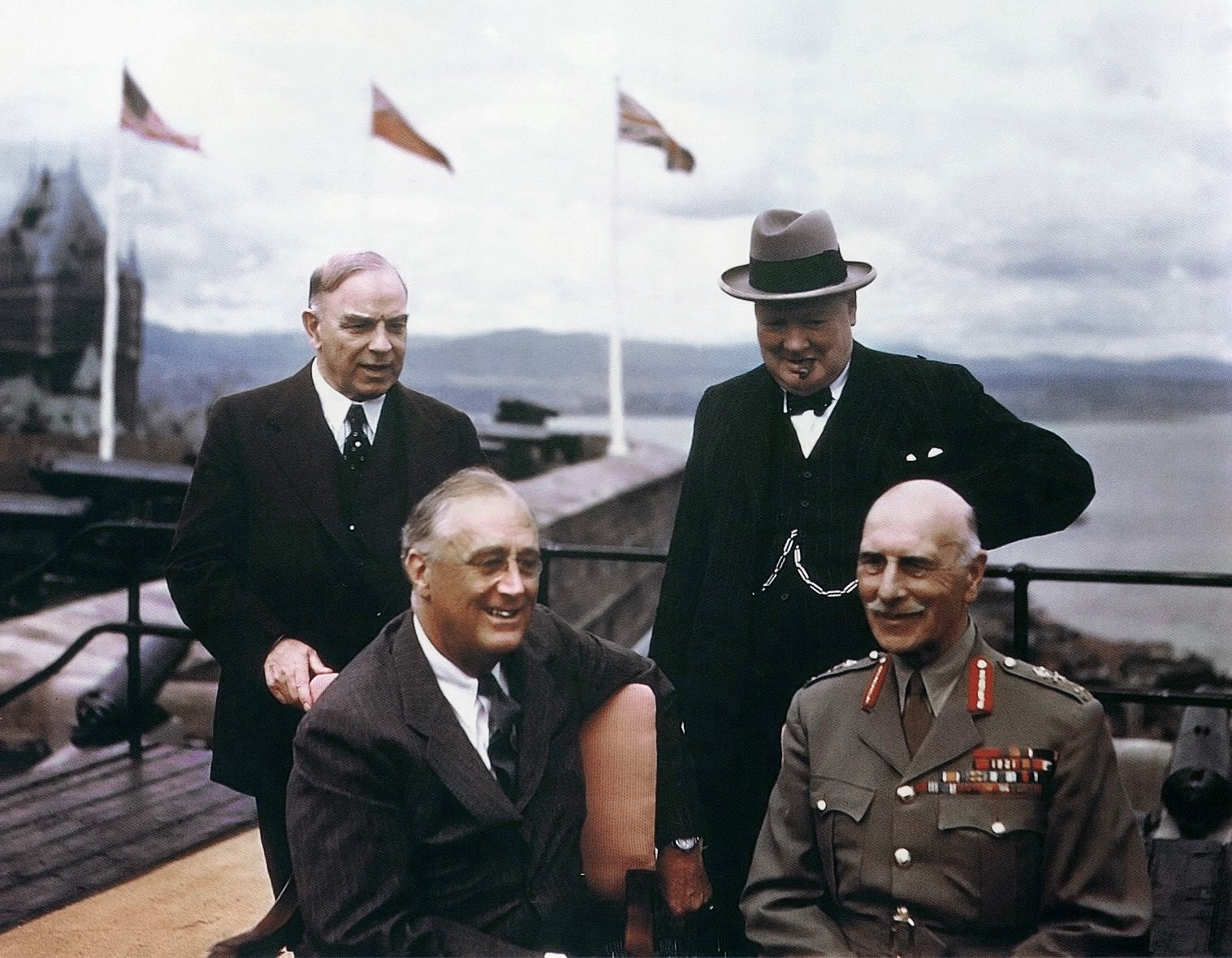
第一次ケベック会談、ケベック・シティー、カナダ、1943年
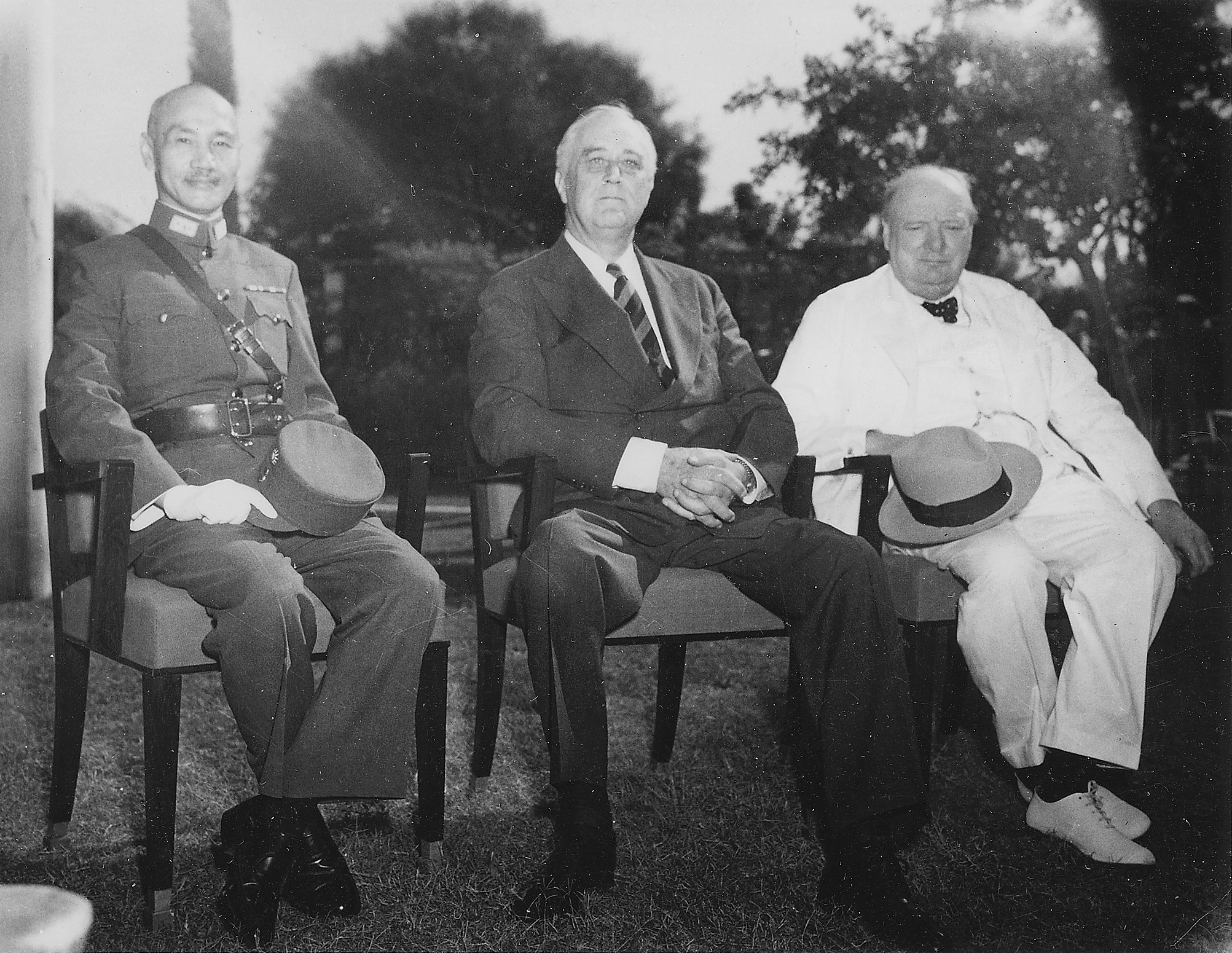
カイロ会談（en）、カイロ、エジプト、1943年
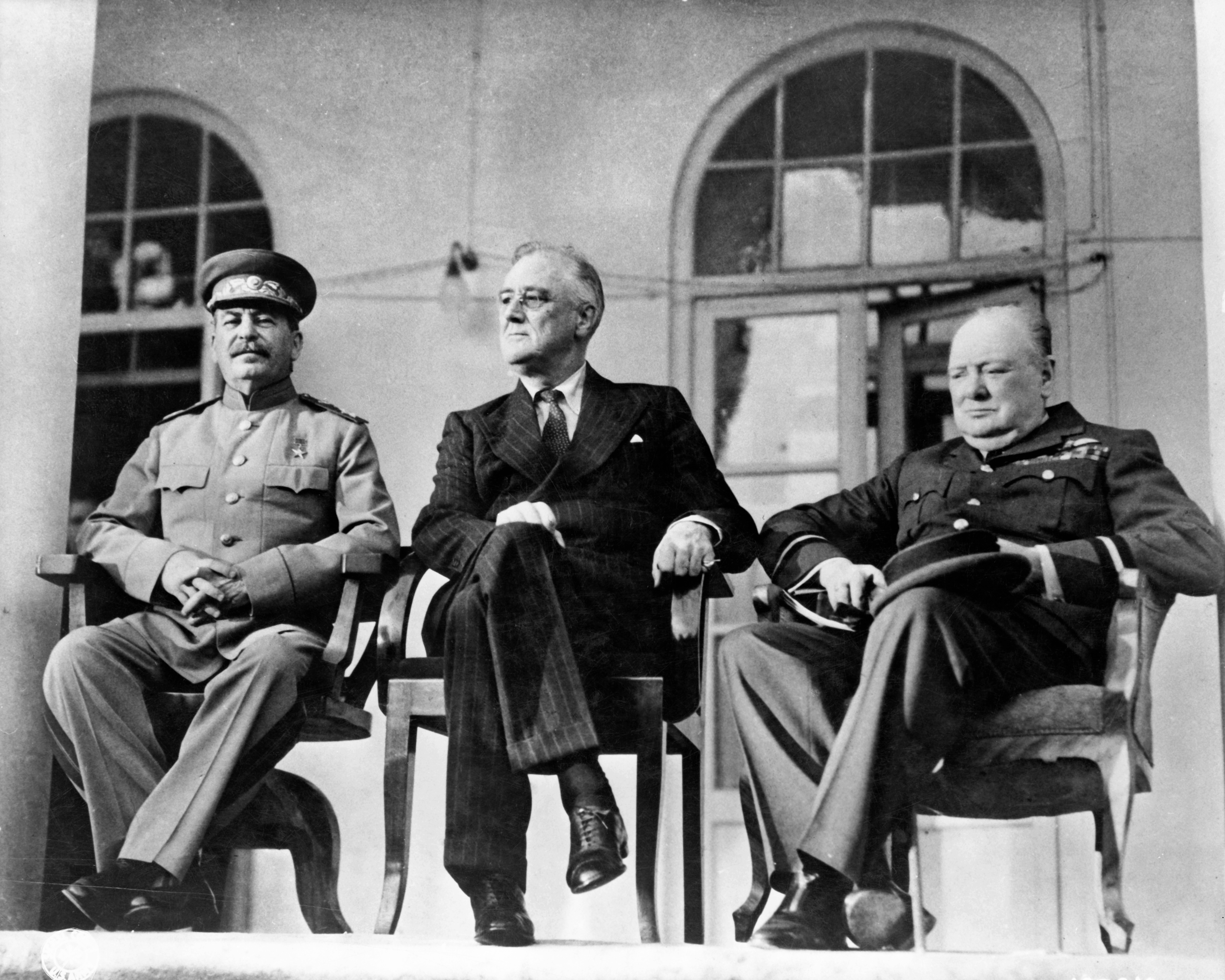
テヘラン会談、テヘラン、イラン、1943年
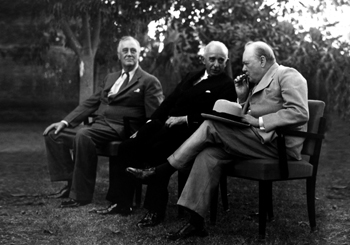
第2次カイロ会談（英語版）、カイロ、エジプト、1943年
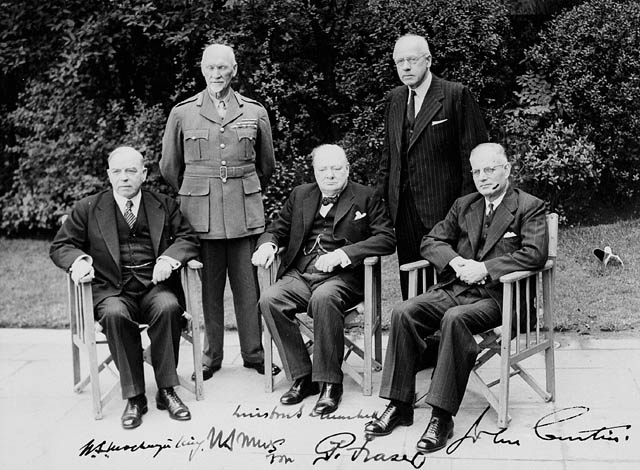
イギリス連邦首相会議、ロンドン、イギリス、1944年
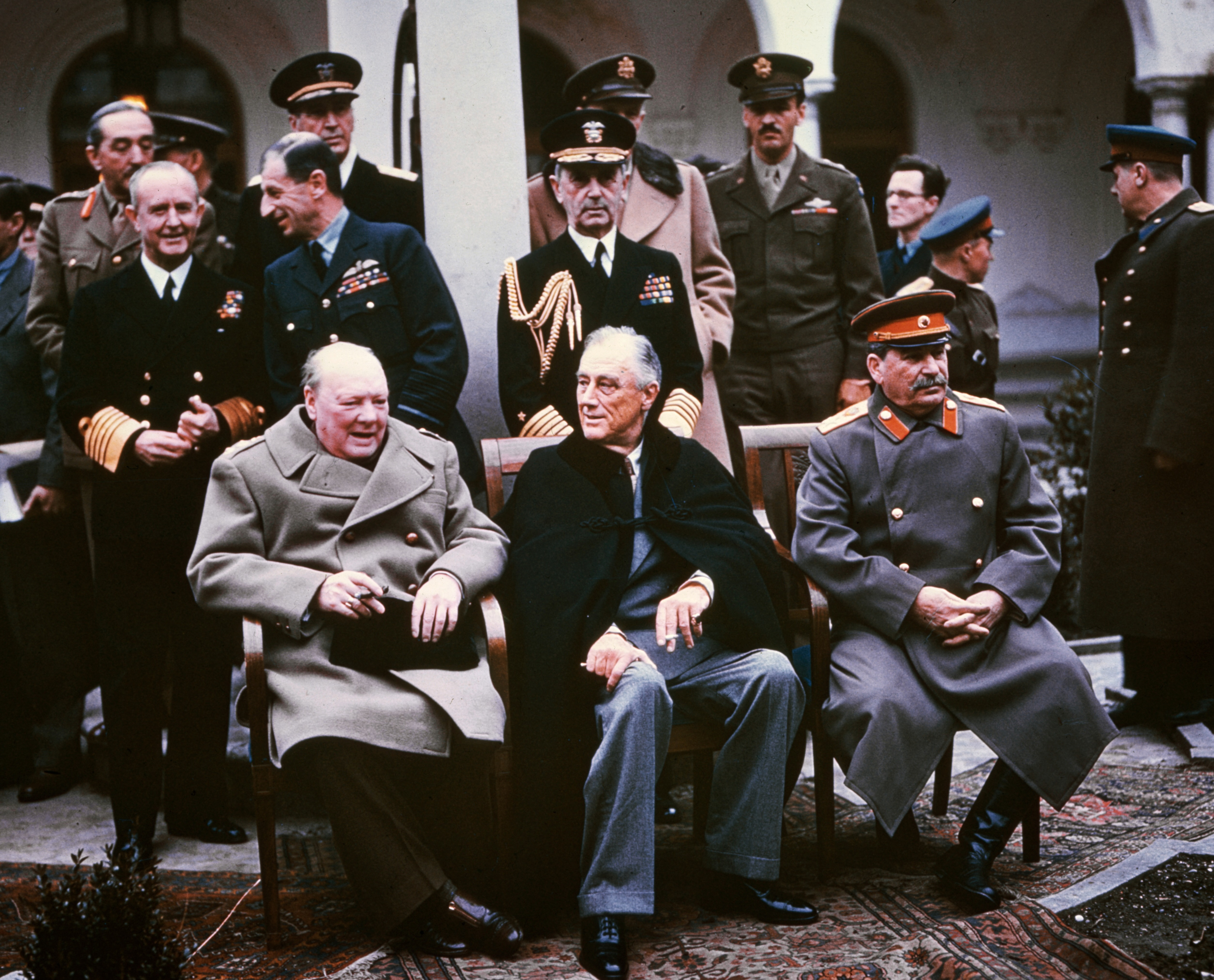
ヤルタ会談、ヤルタ、ソビエト連邦、1945年
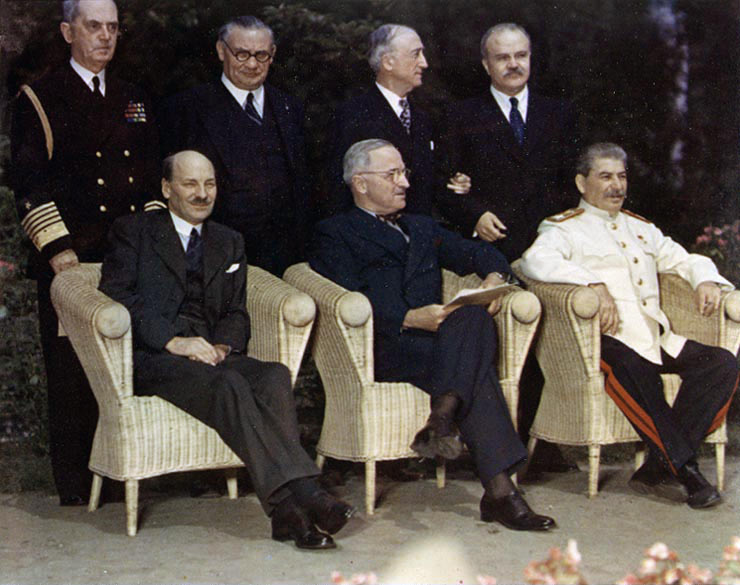
ポツダム会談、ポツダム、ドイツ、1945年